# David Fairclough
David Fairclough (nascido em Liverpool, de 5 de janeiro de 1957) é um jogador de futebol aposentado inglês, famoso por atuar como atacante do Liverpool durante as décadas de 1970 e 1980.

## Vida e carreira
Conhecido carinhosamente como Supersub (porque ele era um artilheiro talentoso que raramente começava partidas pelo Liverpool - mas freqüentemente entrava em campo como substituto), Fairclough nasceu no centro de Liverpool e quando era criança mudou-se para o novo conjunto habitacional, Cantril Farm, na década de 1960. Ele entrou no Liverpool ainda menino e fez sua estréia pelo clube em 1 de novembro de 1975, na vitória por 1 a 0 sobre o Middlesbrough no Ayresome Park. À medida que a temporada progrediu, Fairclough marcou sete gols cruciais em apenas 14 jogos para ajudar o Liverpool a ganhar a Primeira Divisão. O primeiro gol de David no clube aconteceu três dias depois da sua estreia em 4 de Novembro de 1975, durante a vitória sobre os espanhóis do Real Sociedad em Anfield, na segunda eliminatória da Copa da UEFA.
Fairclough ficava atrás de Kevin Keegan e John Toshack, além do atacante da Seleção Inglesa, David Johnson, na luta pela titularidade. Na temporada 1976/77, Fairclough subiu para o terceiro lugar devido a uma sucessão de lesões de Toshack.
Seu gol mais famoso no Liverpool foi nas quartas-de-final da Liga dos Campeões contra o time francês, St. Etienne. O Liverpool precisava marcar para passar de fase, o treinador Bob Paisley colocou Fairclough no jogo nos últimos 20 minutos do jogo e o atacante de cabelos vermelhos, com apenas 20 anos, respondeu em grande estilo. Restavam apenas seis minutos quando Fairclough  fez o gol da classificação e Anfield teve uma das suas maiores noites. O comentarista da  ITV, Gerald Sinstadt berrou: "Supersub ataca novamente!" 
O Liverpool venceu o título da Liga novamente e também alcançou a final da Copa da Inglaterra em Wembley, assim como a final da Liga dos Campeões em Roma. Fairclough não foi escolhido para entrar no jogo e o Liverpool perdeu para o Manchester United. No entanto, ele entrou no jogo em Roma e o Liverpool venceu por 3-1. Depois, ele marcou um gol em cada jogo e o Liverpool venceu o Hamburgo de Kevin Keegan na Supercopa Europeia de 1977.
No ano seguinte, o Liverpool chegou novamente à final da Liga dos Campeões e desta vez Fairclough começou a partida. Uma vitória por 1-0 sobre o Club Brugge garantiu o bi-campeonato do Liverpool. Ele fez 29 jogos no campeonato naquela temporada, marcando 10 gols, mas os Reds foram derrotados tanto na liga como na Copa da Liga pelo Nottingham Forest do técnico Brian Clough.
Em 1978-1979, o Liverpool recuperou a coroa do campeonato, mas Fairclough não jogou o suficiente para conquistar a medalha, já que havia jogado apenas quatro vezes na liga (marcando duas vezes).
Fairclough marcou seu único "hat-trick" no Liverpool em 9 de fevereiro de 1980, durante a emocionante vitória por 5 a 3 sobre o Norwich City em Carrow Road. No entanto, as chances de Fairclough na liga ainda eram restritas naquela temporada, já que ele disputou apenas 14 partidas no campeonato e marcou cinco gols.  Fairclough entrou como substituto na segunda partida da semifinal da Copa da Liga, contra o Nottingham Forest e marcou um gol de empate para preservar a invencibilidade de dois anos do Liverpool em Anfield.. 
Fairclough passou mais cinco anos em Anfield, embora ele raramente estava no primeiro time. Ele foi um artilheiro prolífico mesmo na reserva, mas a parceria fenomenal de Dalglish e Ian Rush rendeu a ele poucas oportunidades na equipe titular. Na temporada 1982-83, ele marcou três vezes em oito jogos do campeonato, mas não conseguiu jogar o suficiente para merecer a medalha do título. 
O supersub acabou por jogar 153 jogar e 61 eram dele vindo do banco. Ele marcou 55 gols (34 deles no campeonato), com média de gols a cada 2,8 jogos.
Fairclough deixou o Liverpool em 4 de julho de 1983, juntando-se ao Toronto Blizzard da NASL, por empréstimo. Logo depois, ele foi para o suíço, FC Lucerna, antes de retornar à Inglaterra para jogar no Norwich e no Oldham Athletic. Ele se mudou mais uma vez para o clube belga, K. S. K. Beveren, por três temporadas antes de voltar para casa e jogar no Rochdale, Tranmere Rovers e Wigan Athletic. Ele terminou sua carreira jogando no Knowsley F. C.

## Pós-Aposentadoria
David agora trabalha como comentarista e também escreve uma coluna semanal no Site oficial do Liverpool Football Club.
David ainda é ídolo do Liverpool e foi votado como No.18 na enquete de 2006, 100 Players Who Shook The Kop. A pesquisa foi realizada pelo site oficial do Reds, 110.000 torcedores em todo o mundo participaram listando seus 10 jogadores favoritos do Liverpool de todos os tempos.
Ironicamente, o 18º lugar de David foi maior do que o 34º de John Toshack e o 77º de David Johnson, dois dos jogadores que impediram David de jogar mais vezes no Liverpool.
David foi casado com Jan Fairclough, que morreu em 9 de abril de 2011. Jan desmaiou repentinamente na manhã de 6 de abril, teve uma hemorragia cerebral e morreu três dias depois. Um minuto de silêncio foi realizado para Jan (assim como para as 96 vítimas de Hillsborough) em Anfield antes de um duelo contra o Manchester City em 11 de abril de 2011. David e Jan têm dois filhos, Tom e Sophie .
David sofreu um pequeno ataque cardíaco em 3 de outubro de 2010, aos 53 anos de idade, mas teve uma recuperação completa.

## Títulos
Liverpool
- Primeira Divisão (3): 1975-76, 1976-77 e 1979-80
- Copa Da Liga (1): 1982-83
- Supercopa da Inglaterra (4): 1976, 1977, 1979 e 1980
- Liga dos Campeões (2): 1976-77, 1977-78
- Copa da UEFA (1): 1975-76
- Supercopa da UEFA (1): 1977